# Emmanuel Mandrin
Pour les articles homonymes, voir Mandrin.
 (août 2023).
Si vous disposez d'ouvrages ou d'articles de référence ou si vous connaissez des sites web de qualité traitant du thème abordé ici, merci de compléter l'article en donnant les références utiles à sa vérifiabilité et en les liant à la section « Notes et références ».
Emmanuel Mandrin est un organiste et chef de chœur français.

## Biographie
Après des études musicales avec Yvonne Desportes (harmonie, contrepoint), Claude Ballif au CNSM de Paris (analyse), Jean-Pierre Leguay (orgue), Emmanuel Mandrin obtient le premier prix de virtuosité dans la classe de Marie-Claire Alain.
Il se passionne ensuite plus particulièrement pour le répertoire français des XVIIe et XVIIIe siècles auprès de Michel Chapuis et Jean Saint-Arroman. Organiste titulaire de l’église luthérienne de la Trinité à Paris de 1974 à 1983, il se produit également en tant que continuiste avec les plus grands ensembles de musique ancienne européens, ainsi qu’en soliste et en orchestre. Il enseigne pendant trois ans la basse continue au CNSM de Paris.
À la suite de ses recherches sur la musique des couvents, il crée et dirige Les Demoiselles de Saint-Cyr. Depuis 1991, cet ensemble se consacre à l’interprétation des œuvres baroques écrites pour voix de femmes et enregistre plusieurs disques qui seront unanimement salués par la critique. 
Après une interruption d’une dizaine d’années, et à la demande du Centre culturel de rencontre d'Ambronay, Emmanuel Mandrin reconstitue son ensemble autour de jeunes chanteuses, afin de donner Les Ténèbres du premier jour de François Couperin avec les Répons de Marc-Antoine Charpentier, ce somptueux chef-d'œuvre de la spiritualité baroque. Il donne une version proche de ce que l’on pouvait entendre, au début du XVIIIe siècle, pendant la semaine sainte, lors d’une « promenade fort en vogue » dans une maison de religion.

## Discographie sélective
- 1993 : Messe Royale et Motets à la Vierge de Henry Dumont, Les Demoiselles de Saint-Cyr, Emmanuel Mandrin, orgue et direction. CD Koch Schwann.
- 1994 : Chants et Motets pour la Royale Maison de Saint-Louis de Louis-Nicolas Clérambault, Les Demoiselles de Saint-Cyr, Emmanuel Mandrin, orgue et direction. 2 CD Fnac musique report Virgin Veritas 1998.
- 1996 : Grâce et Grandeurs de la Vierge (H.19 H.309 H.315 H.75 H.322 H.359 H.59 H.21. H.421 H.32 H.334 H.371 H.18 H.28 H.86 H.26) de Marc-Antoine Charpentier  Les Demoiselles de Saint-Cyr, Emmanuel Mandrin, orgue et direction. CD Fnac Musique report Virgin Classic.
- 1997 : Messe pour le Port Royal, H.5, Hymne H..69, O Salutaris H.261, Domine salvum sine organo H.290, Psaume Laudate Dominum H.182, Hymne H.63, Motet Flores O Gallia H.342, Magnificat pour le Port-Royal  H.81 de Marc-Antoine Charpentier (1643 - 1704), Les Demoiselles de Saint-Cyr, Michel Chapuis, orgue, direction Emmanuel Mandrin. CD Auvidis Astrée.1997.
- Motets & Hymnes de l’église de Guillaume-Gabriel Nivers, Les Demoiselles de Saint-Cyr, Emmanuel Mandrin, orgue et direction.  CD Auvidis Astrée.
- 2009 : Ténèbres du Premier Jour de François Couperin (1668-1733), Répons H.111, H.112 de Marc-Antoine Charpentier, Miserere de Michel lambert, Les Demoiselles de Saint Cyr, Emmanuel Mandrin, orgue et direction. CD  Ambronay éditions (écouter un extrait ici)